# 黒松内新道
黒松内新道（くろまつないしんどう）は、北海道寿都郡黒松内町字東川から北海道寿都郡黒松内町字白井川に至る総延長5.1 km（キロメートル）の北海道横断自動車道根室線・網走線に並行する一般国道の自動車専用道路（国道5号）である。
高速道路ナンバリングによる路線番号は「E5A」が割り振られている。

## 歴史
- 1997年（平成9年）12月 : 事業化。
- 2000年（平成12年）度 : 用地買収および工事に着手。
- 2009年（平成21年）11月7日 : 黒松内JCT - 黒松内IC間開通により全線開通[2]。

## インターチェンジなど
- 全区間北海道後志総合振興局寿都郡黒松内町内に所在。
- IC番号欄の背景色が■である部分については道路が供用済みの区間を示している。また、施設名欄の背景色が■である部分は施設が供用されていない、または完成していないことを示す。未開通区間の名称は仮称。

| IC 番号                                                | 施設名     | 接続路線名                            | 起点 からの 距離 | 終点 からの 距離 | 備考                       |
| ------------------------------------------------------ | ---------- | ------------------------------------- | ---------------- | ---------------- | -------------------------- |
| 12                                                     | 黒松内JCT  | 北海道縦貫自動車道（E5 道央自動車道） | 0.0              | 5.1              |                            |
| -                                                      | 黒松内TB   |                                       | 0.2              | 4.9              | 本線料金所                 |
|                                                        | 黒松内南IC | 道道344号白井川豊浦線                 | 0.4              | 4.7              | 黒松内IC方面との出入口のみ |
|                                                        | 黒松内IC   | 国道5号（現道）                       | 5.1              | 0.0              |                            |
| E5A 北海道横断自動車道 黒松内 - ニセコ（基本計画区間） |            |                                       |                  |                  |                            |

- 供用当初は黒松内南ICに1番、黒松内ICに2番が付けられていたが、2020年現在は削除されている[要出典]。

## 路線状況

### 最高速度
| 区間                          | 車線 上下線=上り線+下り線 | 最高速度 | 料金 |
| ----------------------------- | ------------------------- | -------- | ---- |
| 黒松内JCT - 黒松内本線料金所  | ランプウェイ              | 40 km/h  | 有料 |
| 黒松内本線料金所 - 黒松内南IC | 2=1+1                     | 40 km/h  | 無料 |
| 黒松内南IC - 黒松内IC         | 2=1+1                     | 70 km/h  | 無料 |

### 道路管理者
- 黒松内JCT - 黒松内本線料金所：東日本高速道路株式会社北海道支社
- 黒松内本線料金所 - 黒松内IC：国土交通省北海道開発局小樽開発建設部

### 交通量
24時間交通量（台）　道路交通センサス
| 区間                   | 平成22（2010）年度 | 平成27（2015）年度 | 令和3（2021）年度 |
| ---------------------- | ------------------ | ------------------ | ----------------- |
| 黒松内JCT - 黒松内南IC | 367                | 525                | 680               |
| 黒松内南IC - 黒松内IC  | 367                | 525                | 680               |

（出典：「平成22年度道路交通センサス」・「平成27年度全国道路・街路交通情勢調査」・「令和3年度全国道路・街路交通情勢調査」（国土交通省ホームページ）より一部データを抜粋して作成）
- 令和2年度に実施予定だった交通量調査は新型コロナウイルス感染症の影響で延期され[3]、翌年度に実施された。